# Cléber Chalá
Cléber Chalá (Imbabura, 29 juni 1971) is een voormalig Ecuadoraans profvoetballer, die speelde als middenvelder. Hij kwam onder meer uit voor Deportivo Quito, CD El Nacional, Southampton en Universidad San Martín de Porres.

## Interlandcarrière
Onder leiding van de Montenegrijnse bondscoach Dušan Drašković maakte Chalá zijn debuut voor Ecuador op 24 mei 1992 in de vriendschappelijke wedstrijd tegen Guatemala, die eindigde in een 1-1 gelijkspel. Andere debutanten namens Ecuador in die wedstrijd waren doelman Jacinto Espinoza, Dannes Coronel, Iván Hurtado, Héctor Carabalí, Oswaldo de la Cruz, Diego Herrera en doelpuntenmaker Eduardo Hurtado. Chalá speelde in totaal 86 interlands en scoorde zes keer voor zijn vaderland. Hij nam met Ecuador viermaal deel aan de strijd om de Copa América (1993, 1997, 2001 en 2004) en eenmaal aan het WK voetbal (2002)
| Interlands van Cléber Manuel Chalá voor Ecuador | Interlands van Cléber Manuel Chalá voor Ecuador | Interlands van Cléber Manuel Chalá voor Ecuador | Interlands van Cléber Manuel Chalá voor Ecuador | Interlands van Cléber Manuel Chalá voor Ecuador | Interlands van Cléber Manuel Chalá voor Ecuador |
| №                                               | Datum                                           | Wedstrijd                                       | Uitslag                                         | Competitie                                      | Goals                                           |
| Als speler van Club Deportivo El Nacional       | Als speler van Club Deportivo El Nacional       | Als speler van Club Deportivo El Nacional       | Als speler van Club Deportivo El Nacional       | Als speler van Club Deportivo El Nacional       | Als speler van Club Deportivo El Nacional       |
| ----------------------------------------------- | ----------------------------------------------- | ----------------------------------------------- | ----------------------------------------------- | ----------------------------------------------- | ----------------------------------------------- |
| 1                                               | 24 mei 1992                                     | Guatemala – Ecuador                             | 1 – 1                                           | Oefeninterland                                  |                                                 |
| 2                                               | 27 mei 1992                                     | Costa Rica – Ecuador                            | 2 – 1                                           | Oefeninterland                                  |                                                 |
| 3                                               | 4 juli 1992                                     | Uruguay – Ecuador                               | 3 – 1                                           | Oefeninterland                                  |                                                 |
| 4                                               | 27 januari 1993                                 | Ecuador – Wit-Rusland                           | 1 – 1                                           | Oefeninterland                                  |                                                 |
| 5                                               | 30 mei 1993                                     | Ecuador – Peru                                  | 1 – 0                                           | Oefeninterland                                  |                                                 |
| 6                                               | 9 juni 1993                                     | Ecuador – Chili                                 | 1 – 2                                           | Oefeninterland                                  |                                                 |
| 7                                               | 30 juni 1993                                    | Ecuador – Mexico                                | 0 – 2                                           | Copa América                                    |                                                 |
| 8                                               | 3 juli 1993                                     | Ecuador – Colombia                              | 0 – 1                                           | Copa América                                    |                                                 |
| 9                                               | 18 juli 1993                                    | Ecuador – Brazilië                              | 0 – 0                                           | WK-kwalificatie                                 |                                                 |
| 10                                              | 1 augustus 1993                                 | Uruguay – Ecuador                               | 0 – 0                                           | WK-kwalificatie                                 |                                                 |
| 11                                              | 8 augustus 1993                                 | Ecuador – Venezuela                             | 5 – 0                                           | WK-kwalificatie                                 | 60'                                             |
| 12                                              | 15 augustus 1993                                | Bolivia – Ecuador                               | 1 – 0                                           | WK-kwalificatie                                 |                                                 |
| 13                                              | 22 augustus 1993                                | Brazilië – Ecuador                              | 2 – 0                                           | WK-kwalificatie                                 |                                                 |
| 14                                              | 5 september 1993                                | Ecuador – Uruguay                               | 0 – 1                                           | WK-kwalificatie                                 |                                                 |
| 15                                              | 12 september 1993                               | Venezuela – Ecuador                             | 2 – 1                                           | WK-kwalificatie                                 |                                                 |
| 16                                              | 19 september 1993                               | Ecuador – Bolivia                               | 1 – 1                                           | WK-kwalificatie                                 |                                                 |
| 17                                              | 4 mei 1994                                      | Ecuador – Zuid-Korea                            | 2 – 1                                           | Oefeninterland                                  |                                                 |
| 18                                              | 25 mei 1994                                     | Ecuador – Argentinië                            | 1 – 0                                           | Oefeninterland                                  |                                                 |
| 19                                              | 5 juni 1994                                     | Ecuador – Zuid-Korea                            | 2 – 1                                           | Oefeninterland                                  |                                                 |
| 20                                              | 2 februari 1996                                 | Venezuela – Ecuador                             | 0 – 1                                           | Oefeninterland                                  |                                                 |
| 21                                              | 11 februari 1996                                | Libanon – Ecuador                               | 1 – 0                                           | Oefeninterland                                  |                                                 |
| 22                                              | 16 februari 1996                                | Oman – Ecuador                                  | 0 – 2                                           | Oefeninterland                                  |                                                 |
| 23                                              | 18 februari 1996                                | Qatar – Ecuador                                 | 1 – 1                                           | Oefeninterland                                  |                                                 |
| 24                                              | 12 januari 1997                                 | Bolivia – Ecuador                               | 2 – 0                                           | WK-kwalificatie                                 |                                                 |
| 25                                              | 5 februari 1997                                 | Mexico – Ecuador                                | 3 – 1                                           | Oefeninterland                                  |                                                 |
| 26                                              | 12 februari 1997                                | Ecuador – Uruguay                               | 4 – 0                                           | WK-kwalificatie                                 | 86'                                             |
| 27                                              | 25 maart 1997                                   | Guatemala – Ecuador                             | 0 – 0                                           | Oefeninterland                                  |                                                 |
| 28                                              | 2 april 1997                                    | Peru – Ecuador                                  | 1 – 1                                           | WK-kwalificatie                                 |                                                 |
| 29                                              | 30 april 1997                                   | Argentinië – Ecuador                            | 2 – 1                                           | WK-kwalificatie                                 |                                                 |
| 30                                              | 11 juni 1997                                    | Ecuador – Argentinië                            | 0 – 0                                           | Copa América                                    |                                                 |
| 31                                              | 18 februari 1999                                | Ecuador – Peru                                  | 1 – 2                                           | Oefeninterland                                  |                                                 |
| 32                                              | 14 april 1999                                   | Mexico – Ecuador                                | 0 – 0                                           | Oefeninterland                                  |                                                 |
| 33                                              | 19 mei 1999                                     | Venezuela – Ecuador                             | 2 – 0                                           | Oefeninterland                                  |                                                 |
| 34                                              | 15 juni 1999                                    | Venezuela – Ecuador                             | 3 – 2                                           | Oefeninterland                                  |                                                 |
| 35                                              | 12 oktober 1999                                 | Uruguay – Ecuador                               | 0 – 0                                           | Oefeninterland                                  |                                                 |
| 36                                              | 27 oktober 1999                                 | Mexico – Ecuador                                | 0 – 0                                           | Oefeninterland                                  |                                                 |
| 37                                              | 27 januari 2000                                 | Honduras – Ecuador                              | 1 – 1                                           | Oefeninterland                                  |                                                 |
| 38                                              | 8 maart 2000                                    | Ecuador – Honduras                              | 1 – 3                                           | Oefeninterland                                  |                                                 |
| 39                                              | 29 maart 2000                                   | Ecuador – Venezuela                             | 2 – 0                                           | WK-kwalificatie                                 |                                                 |
| 40                                              | 3 juni 2000                                     | Paraguay – Ecuador                              | 3 – 1                                           | WK-kwalificatie                                 |                                                 |
| 41                                              | 25 juni 2000                                    | Ecuador – Panama                                | 6 – 0                                           | Oefeninterland                                  |                                                 |
| 42                                              | 29 juni 2000                                    | Ecuador – Peru                                  | 2 – 1                                           | WK-kwalificatie                                 | 14'                                             |
| 43                                              | 25 juli 2000                                    | Ecuador – Colombia                              | 0 – 0                                           | WK-kwalificatie                                 |                                                 |
| 44                                              | 11 augustus 2000                                | Ecuador – Panama                                | 0 – 0                                           | Oefeninterland                                  |                                                 |
| 45                                              | 16 augustus 2000                                | Ecuador – Bolivia                               | 2 – 0                                           | WK-kwalificatie                                 |                                                 |
| 46                                              | 3 september 2000                                | Uruguay – Ecuador                               | 4 – 0                                           | WK-kwalificatie                                 |                                                 |
| 47                                              | 8 oktober 2000                                  | Ecuador – Chili                                 | 1 – 0                                           | WK-kwalificatie                                 |                                                 |
| 48                                              | 15 november 2000                                | Venezuela – Ecuador                             | 1 – 2                                           | WK-kwalificatie                                 |                                                 |
| 49                                              | 24 april 2001                                   | Ecuador – Paraguay                              | 2 – 1                                           | WK-kwalificatie                                 |                                                 |
| 50                                              | 2 juni 2001                                     | Peru – Ecuador                                  | 1 – 2                                           | WK-kwalificatie                                 |                                                 |
| 51                                              | 7 juni 2001                                     | Verenigde Staten – Ecuador                      | 0 – 0                                           | Oefeninterland                                  |                                                 |
| 52                                              | 2 juli 2001                                     | El Salvador – Ecuador                           | 0 – 1                                           | Oefeninterland                                  | 87'                                             |
| 53                                              | 7 juli 2001                                     | Honduras – Ecuador                              | 1 – 0                                           | Oefeninterland                                  | 90'                                             |
| 54                                              | 11 juli 2001                                    | Ecuador – Chili                                 | 1 – 4                                           | Copa América                                    | 53'                                             |
| 55                                              | 17 juli 2001                                    | Ecuador – Venezuela                             | 4 – 0                                           | Copa América                                    |                                                 |
| Als speler van Southampton                      |                                                 |                                                 |                                                 |                                                 |                                                 |
| 56                                              | 14 augustus 2001                                | Ecuador – Argentinië                            | 0 – 2                                           | WK-kwalificatie                                 |                                                 |
| 57                                              | 6 oktober 2001                                  | Bolivia – Ecuador                               | 1 – 5                                           | WK-kwalificatie                                 |                                                 |
| 58                                              | 7 november 2001                                 | Ecuador – Uruguay                               | 1 – 1                                           | WK-kwalificatie                                 |                                                 |
| 59                                              | 20 januari 2002                                 | Ecuador – Haïti                                 | 0 – 2                                           | CONCACAF Gold Cup                               |                                                 |
| 60                                              | 22 januari 2002                                 | Canada – Ecuador                                | 0 – 2                                           | CONCACAF Gold Cup                               |                                                 |
| 61                                              | 12 februari 2002                                | Turkije – Ecuador                               | 0 – 1                                           | Oefeninterland                                  |                                                 |
| 62                                              | 10 maart 2002                                   | Verenigde Staten – Ecuador                      | 1 – 0                                           | Oefeninterland                                  |                                                 |
| 63                                              | 27 maart 2002                                   | Ecuador – Bulgarije                             | 3 – 0                                           | Oefeninterland                                  |                                                 |
| 64                                              | 18 april 2002                                   | Zuid-Afrika – Ecuador                           | 0 – 0                                           | Oefeninterland                                  |                                                 |
| 65                                              | 8 mei 2002                                      | Ecuador – Joegoslavië                           | 1 – 0                                           | Oefeninterland                                  |                                                 |
| 66                                              | 23 mei 2002                                     | Ecuador – Senegal                               | 0 – 1                                           | Oefeninterland                                  |                                                 |
| 67                                              | 3 juni 2002                                     | Italië – Ecuador                                | 2 – 0                                           | WK-eindronde                                    |                                                 |
| 68                                              | 9 juni 2002                                     | Mexico – Ecuador                                | 2 – 1                                           | WK-eindronde                                    |                                                 |
| 69                                              | 13 juni 2002                                    | Ecuador – Kroatië                               | 1 – 0                                           | WK-eindronde                                    |                                                 |
| Als speler van Club Deportivo El Nacional       |                                                 |                                                 |                                                 |                                                 |                                                 |
| 70                                              | 21 november 2002                                | Ecuador – Costa Rica                            | 2 – 2                                           | Oefeninterland                                  |                                                 |
| 71                                              | 9 februari 2003                                 | Ecuador – Estland                               | 1 – 0                                           | Oefeninterland                                  |                                                 |
| 72                                              | 12 februari 2003                                | Ecuador – Estland                               | 2 – 1                                           | Oefeninterland                                  |                                                 |
| 73                                              | 30 april 2003                                   | Spanje – Ecuador                                | 4 – 0                                           | Oefeninterland                                  |                                                 |
| 74                                              | 8 juni 2003                                     | Colombia – Ecuador                              | 0 – 0                                           | Oefeninterland                                  |                                                 |
| 75                                              | 11 juni 2003                                    | Ecuador – Peru                                  | 2 – 2                                           | Oefeninterland                                  |                                                 |
| 76                                              | 6 september 2003                                | Ecuador – Venezuela                             | 2 – 0                                           | WK-kwalificatie                                 |                                                 |
| 77                                              | 10 september 2003                               | Brazilië – Ecuador                              | 1 – 0                                           | WK-kwalificatie                                 |                                                 |
| 78                                              | 15 november 2003                                | Paraguay – Ecuador                              | 2 – 1                                           | WK-kwalificatie                                 |                                                 |
| 79                                              | 18 november 2003                                | Ecuador – Peru                                  | 0 – 0                                           | WK-kwalificatie                                 |                                                 |
| Als speler van Deportivo Quito                  |                                                 |                                                 |                                                 |                                                 |                                                 |
| 80                                              | 10 maart 2004                                   | Mexico – Ecuador                                | 2 – 1                                           | Oefeninterland                                  |                                                 |
| 81                                              | 30 maart 2004                                   | Argentinië – Ecuador                            | 1 – 0                                           | WK-kwalificatie                                 |                                                 |
| 82                                              | 2 juni 2004                                     | Ecuador – Colombia                              | 2 – 1                                           | WK-kwalificatie                                 |                                                 |
| 83                                              | 5 juni 2004                                     | Ecuador – Bolivia                               | 3 – 2                                           | WK-kwalificatie                                 |                                                 |
| 84                                              | 7 juli 2004                                     | Argentinië – Ecuador                            | 6 – 1                                           | Copa América                                    |                                                 |
| 85                                              | 10 juli 2004                                    | Uruguay – Ecuador                               | 2 – 1                                           | Copa América                                    |                                                 |
| 86                                              | 13 juli 2004                                    | Mexico – Ecuador                                | 2 – 1                                           | Copa América                                    |                                                 |

## Erelijst
El Nacional
- Campeonato Ecuatoriano

1992, 1996, 2005 (C), 2006